# Нюлнюлские языки
Нюлнюлские языки (ньюлньюлские) — небольшая семья близкородственных языков, распространённых на северо-западе Австралии в районе залива Кинг. В силу близости входящих в эту семью языков единство семьи не подвергается сомнению, в частности, она входит в число семей, признанных Р. Диксоном (2002).
Включают две группы, включающие в общей сложности 9 языков. Деление на группы основано на лексических и морфологических инновациях [Bowern 2004].
- Западная группа включает 6 очень близких языков:
  - тюкунский
  - тяпиртяпирский
  - нюлнюлский
  - пати (Bardi)
  - тяви
  - ниманпурру
- Восточная группа включает 3 языка:
  - явуру
  - варрва
  - ньикина

Все языки находятся на грани исчезновения, имеющиеся носители пользуются в основном английским или криолом. Чуть более благополучны ньикина (50 человек), явуру (30 человек) и пати (20 человек). На каждом из остальных языков говорит от 1 до 3 человек.